# Der Seekadett
Der Seekadett è un film muto del 1926 diretto da Carl Boese.

## Produzione
Il film fu prodotto dalla Terra-Filmkunst.

## Distribuzione
Distribuito dalla Terra-Filmverleih, uscì nelle sale cinematografiche tedesche presentato a Berlino nel settembre 1926. In Austria, prese i titoli Ihr einziger Sohn o Seemannsblut.